# 南投市行政區劃
南投市行政區劃內容為臺灣南投縣南投市相關的行政區劃沿革，主要以現今南投市範圍內之區域行政沿革為內容。
南投市行政區在日治時期及民國時期調整較多，日治時期以大範圍之管轄區域、單位為調整變動，民國時期則以各里管轄範圍孌動為主。

## 荷蘭時期
1624年：南投市為荷蘭東印度公司福爾摩沙北部評議會管轄，為第二區域。有稱為Tausa Mato的南投社。

## 明鄭時期
1662年：鄭氏治臺後，南投地區為承天府天興縣所管轄。
1664年：天興縣改天興州。

## 清朝時期
1685年：屬福建省臺灣府諸羅縣，此時南投社與北投社合稱為南北投社。
1723年：彰化縣設立，南北投社由臺灣縣改由彰化縣所轄。
1759年：另設南投縣丞衙門設於南投街。衙署正名乃「南北投縣丞署」
1875年：南北投保分稱，南投屬南投保。
- 光輝里屬北投保、八卦山地區屬大武郡東保。

1887年：南投屬南投堡。
- 光輝里屬北投堡、八卦山地區屬武東堡。

## 日治時期
1895年6月：台灣縣彰化支廳南投堡。
1895年8月：台灣民政支部南投堡。
1896年：台中縣南投堡。
- 武東堡轄施厝坪庄。

1897年：台中縣南投辨務署南投堡。
- 南投堡：

| 南投街   | 南投下街 | 苦苓腳庄 | 牛路頭庄 | 營盤口庄 | 牛食水庄 | 田寮庄   | 番仔井庄 | 牛運堀庄 |
| 石頭公庄 | 半山仔庄 | 下庄子庄 | 千秋斗庄 | 公埔庄   | 內轆庄   | 三塊厝庄 | 包尾庄   | 軍功寮庄 |

- 武東堡：

| 樟普寮庄 | 六分寮庄 | 凹窩寮庄 |
| 草尾嶺庄 | 施厝坪庄 | 橫山庄   |

- 北投堡：

| 山腳下庄 |

1901年：二十廳時期台中縣分為苗栗、台中、彰化、南投、斗六五廳，南投市屬南投廳南投堡。
1903年：進行街庄整併，南投堡內街庄整併如下
| 整併後街庄 | 包含街庄                                                       |
| ---------- | -------------------------------------------------------------- |
| 南投街     | 南投街、康壽家庄、番社庄（部份）、下庄仔庄（部份）、番仔井庄   |
| 三塊厝庄   | 三塊厝庄、番社庄（部份）                                       |
| 包尾庄     | 千秋斗庄、下庄仔庄（部份）、包尾庄、田中央庄、月眉仔庄、公埔庄 |
| 營盤口庄   | 營盤口庄、半路頭庄、三崁店庄                                   |
| 內轆庄     | 內轆庄                                                         |
| 軍功寮庄   | 軍功寮庄、新廍仔庄、十八灣庄、虎仔目庄                         |
| 茄苳腳庄   | 石頭公庄、牛食水庄、茄苳腳庄                                   |
| 牛運堀庄   | 牛運堀庄                                                       |
| 半山庄     | 半山庄                                                         |
| 林仔庄     | 林仔庄、半路厝庄、水尾庄                                       |
| 小半山庄   | 小半山庄、頂寮庄（北投堡）、苦苓腳庄                           |
| 橫山庄     | 橫山庄、施厝坪庄                                               |
| 草尾嶺庄   | 崩崁庄（北投堡）、凹窩寮庄、樟普寮庄、草尾嶺庄                 |

1909年：南投廳南投區，區役場設於南投街。
- 南投區轄南投堡之南投街、牛運堀庄、三塊厝庄、茄苳腳庄、包尾庄、施厝坪庄、半山庄、林仔庄、小半山庄、草尾嶺庄、武東堡施厝坪庄。
- 貓羅溪東岸為營盤口區，轄營盤口庄、內轆庄、軍功寮庄，及今中寮鄉北部地區。

1920年：台中州南投郡南投街，轄南投、牛運堀、三塊厝、茄苳脚、包尾、西施厝坪、東施厝坪、半山、林子、小半山、草尾嶺、軍功寮、營盤口、內轆等大字。
- 南投堡施厝坪庄為東施厝坪，武東堡施厝坪庄為西施厝坪

## 民國時期
1946年4月：街庄改設鄉鎮市，南投街改稱南投鎮，下轄三十里，隸屬台中縣管轄。
1950年：南投區、竹山區、能高區、玉山區合為南投縣，為南投縣南投鎮。

### 中興新村設立調整
1958年：營北里劃出光榮里、光華里

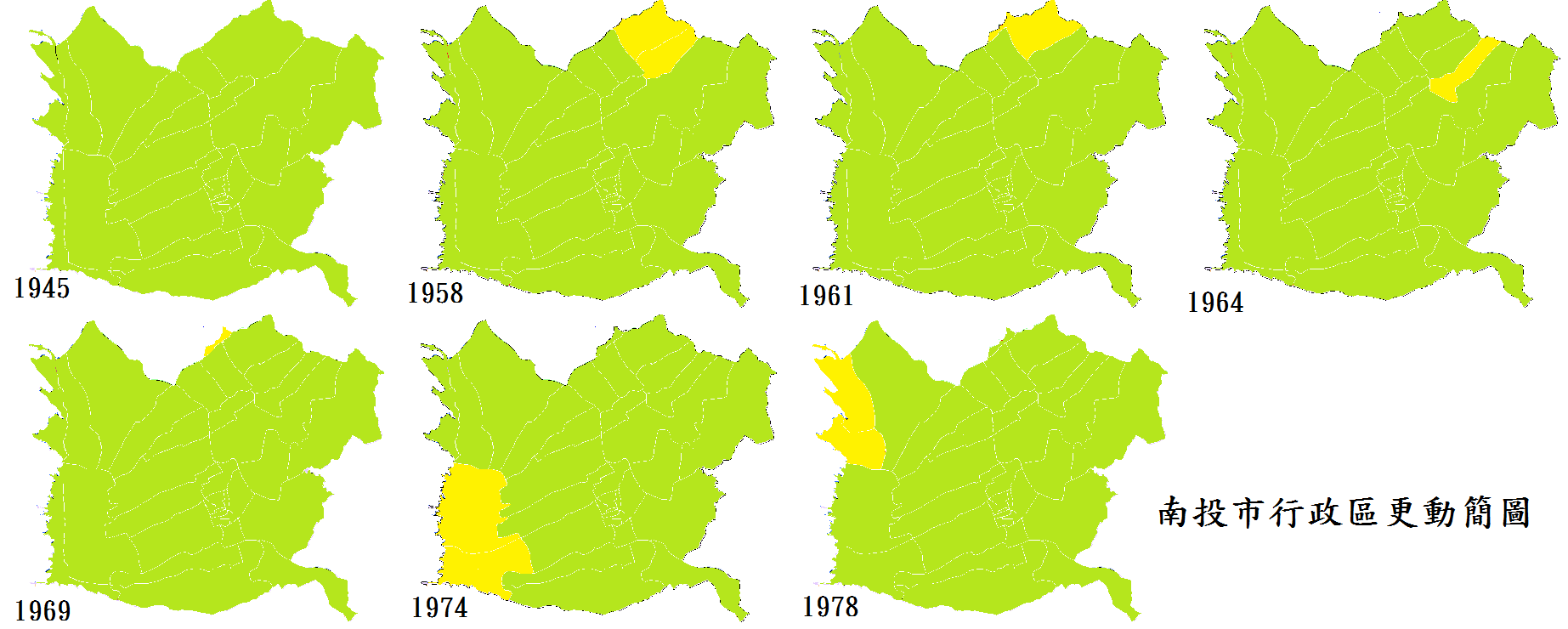
南投市行政區更動

1961年：從草屯鎮山腳里劃出部分地區於光華里
- 在此前為北投堡、草屯街、草屯鎮所轄

1964年：從內興里劃出光明里
1969年：從光華里劃出光輝里

### 八卦台地區調整
由於二戰後設置之武東、武西、西嶺、鳳山四里大致依日治時期之大字為劃分依據。造成同里間居民來往不易，逐調整為今日區劃。
1974年：武東里改稱永興里，武西里改稱文山里，並調整部分區劃
1975年：文山里改稱福山里
1978年：西嶺里、鳳嗚里改稱鳳山里、鳳鳴里，並調整部分區劃。頂寮莊由西嶺里改為福興里所轄
1981年：因為縣治所在地，改稱南投市。

### 內新里、內興里及軍功里調整
2022年：內新里、內興里及軍功里調整區域，內興里由東到西重新編1~29鄰，軍功里27、28鄰改為13、14鄰
，樟平溪以南仍歸軍功里，原軍功里13、14鄰在樟平溪北岸，改劃入內興里。原內興里1~13、17、24、32鄰共計16鄰在中興路以西，改劃入內新里，成為內新里19~34鄰，內新里與內興里改以中興路為界，簡化里界，也調整警政、消防轄區。

## 資料來源
1. ↑  《臺灣地名辭書卷十：南投縣》，29頁
2. ↑  《臺灣地名辭書卷十：南投縣》，31頁 表3-2 日治初期南投市街庄社戶數與人數
3. ↑  《臺灣地名辭書卷十：南投縣》，31頁
4. ↑  . 2022-02-07  [2022-12-18]. （原始内容存档于2022-12-18）.
5. ↑  . news.ltn.com.tw. 2022-02-09  [2022-12-18]. （原始内容存档于2022-12-18）.